# Alternative Investment Market
Pour les articles homonymes, voir AIM.
AIM est l'acronyme d'Alternative Investment Market. C'est un marché d'échanges publics.
L'AIM est un marché non réglementé mais régulé. Il est géré par la Bourse de Londres (LSE), qui comme les places financières de Francfort, Paris et Bruxelles a souhaité s'adapter à période de fort intérêt pour les jeunes sociétés.
Ce marché a été créé afin d'accueillir des PME. Ces dernières peuvent accéder à ce marché soit via un placement privé (PP) soit en faisant Appel public à l'épargne (APE). Dans les deux cas les autorités de marché anglaises ne sont jamais impliquées. En effet, seul le Nominated adviser (en) (Nomad) est garant du processus.